# Neoleria propinqua
Neoleria propinqua är en tvåvingeart som beskrevs av Collin 1943. Neoleria propinqua ingår i släktet Neoleria och familjen myllflugor. Inga underarter finns listade i Catalogue of Life.